# Slalomvärldsmästerskapen i kanotsport 1957
Slalomvärldsmästerskapen i kanotsport 1957 anordnades i Augsburg, Västtyskland. 

## Medaljsummering

### Medaljtabell
| Pl.    | Nation          | Guld | Silver | Brons | Totalt |
| ------ | --------------- | ---- | ------ | ----- | ------ |
| 1      | Östtyskland     | 7    | 4      | 4     | 15     |
| 2      | Västtyskland    | 2    | 1      | 1     | 4      |
| 3      | Tjeckoslovakien | 1    | 3      | 2     | 6      |
| 4      | Schweiz         | 0    | 1      | 1     | 2      |
| 5      | Frankrike       | 0    | 1      | 0     | 1      |
| 6      | Österrike       | 0    | 0      | 1     | 1      |
| Totalt | Totalt          | 10   | 10     | 9     | 29     |

### Herrar
| Gren         | Guld                                                                                                   | Poäng | Silver                                                                                                  | Poäng  | Brons | Poäng  |
| C-1          | Manfred Schubert (GDR)                                                                                 | 384,4 | Emil Zimmermann (GDR)                                                                                   | 397,7  | Jean-Claude Tochon (SUI)                                                                                     | 408,5  |
| C-1 lag      | Västtyskland Günther Beck Heiner Stumpf Otto Stumpf                                                    | 654,8 | Östtyskland Emil Zimmermann Gert Kleinert Manfred Schubert                                              | 793,2  | Tjeckoslovakien Luděk Beneš Jiří Hradil Vladimír Jirásek                                                     | 867,6  |
| C-2          | Östtyskland Dieter Friedrich Horst Kleinert                                                            | 317,1 | Tjeckoslovakien Václav Havel Josef Hendrych                                                             | 354,0  | Tjeckoslovakien František Hrabě Jiří Kotana                                                                  | 377,3  |
| C-2 lag      | Tjeckoslovakien Rudolf Flégr & Milan Řehoř Václav Havel & Josef Hendrych František Hrabě & Jiří Kotana | 818,4 | Schweiz Charles Dussuet & Henri Kadrnka Jean Pessina & Robert Zürcher Jean-Paul Rössinger & Roger Tauss | 1052,4 | Östtyskland Franz Brendel & Günter Grosswig Dieter Friedrich & Horst Kleinert Dieter Göthe & Lothar Schubert | 1107,8 |
| Falt K-1     | Manfred Vogt (FRG)                                                                                     | 264,8 | Dimitrij Skolil (TCH)                                                                                   | 274,9  | Heinz Bielig (GDR)                                                                                           | 283,9  |
| Falt K-1 lag | Östtyskland Heinz Bielig Eberhard Gläser Reinhard Sens                                                 | 403,5 | Tjeckoslovakien Vladimír Cibák Jan Pára Dimitrij Skolil                                                 | 426,5  | Västtyskland Manfred Vogt Günter Kirchner Karl Schröder                                                      | 506,2  |

### Mixed
| Gren    | Guld | Poäng | Silver                                                                       | Poäng | Brons                                      | Poäng |
| C-2     | Östtyskland Brigitte Schmidt Manfred Glöckner                                                                      | 389,6 | Östtyskland Ellen Krügel Siegfried Seidemann                                 | 526,2 | Östtyskland Waltraud Schale Rudolf Seifert | 547,7 |
| C-2 lag | Östtyskland Waltraud Schale & Rudolf Seifert Margot Seidler & Helmut Schmieder Brigitte Schmidt & Manfred Glöckner |       | Frankrike Bonnaud & Thezier Henriette Guette & Jean Olry E. Spahr & M. Spahr |       | -                                          |       |

### Damer
| Gren         | Guld                                                   | Poäng  | Silver                                                         | Poäng  | Brons                                                     | Poäng  |
| Falt K-1     | Brigitte Magnus (GDR)                                  | 452,8  | Eva Setzkorn (GDR)                                             | 512,6  | Anneliese Seidel (GDR)                                    | 530,3  |
| Falt K-1 lag | Östtyskland Elfriede Hugo Eva Setzkorn Brigitte Magnus | 1081,4 | Västtyskland Inge Walthemate Rosemarie Biesinger Hanni Schulte | 1441,0 | Österrike Hella Philips Gertrude Stöllner Fritzi Schwingl | 2268,1 |